# Armory Show

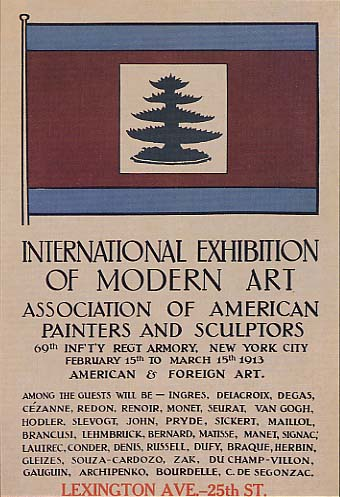
Affisch för utställningen.

Den här artikeln handlar om 1913 års utställning Armory Show. För den årliga konstmässan se Armory Show (konstmässa), för poprockbandet, se Armoury Show.
Armory Show, 17 februari – 15 mars 1913, var en mycket inflytelserik internationell konstutställning med över 1 100 verk av moderna konstnärer i New York på 69th Regiment Armory, Lexington Avenue.
Fauvister, kubister och andra konstnärer med Paris som hemvist introducerades för första gången för en amerikansk publik i stor skala, och utställningen fick ett avgörande inflytande på amerikansk konst och konstkritik. Utställningen arrangerades av Association of American Painters and Sculptors och understöddes av gruppen The Eight. Den gick senare vidare till Art Institute i Chicago och på Copley Society of Art i Boston.

## Efterföljare
Utställningarna 1913 blev framgångsrika och det har senare gjorts andra utställningar som refererat till dem.
År 1944 anordnade Cincinnati Art Museum en version i mindre skala och 1958 hade Amherst College en utställning med 62 verk, varav 41 också ställts ut i den ursprungliga  utställningen. År 1963 hade Munson-Williams-Proctor Arts Institute i Utica i staten New York utställningen 1913 Armory Show 50th Anniversary Exhibition med över 300 verk.
Med början i liten skala 1994 organiseras den årliga konstmässan (the New) New York Armory Show på hamnpirar i Hudsonfloden. 

## Bildgalleri

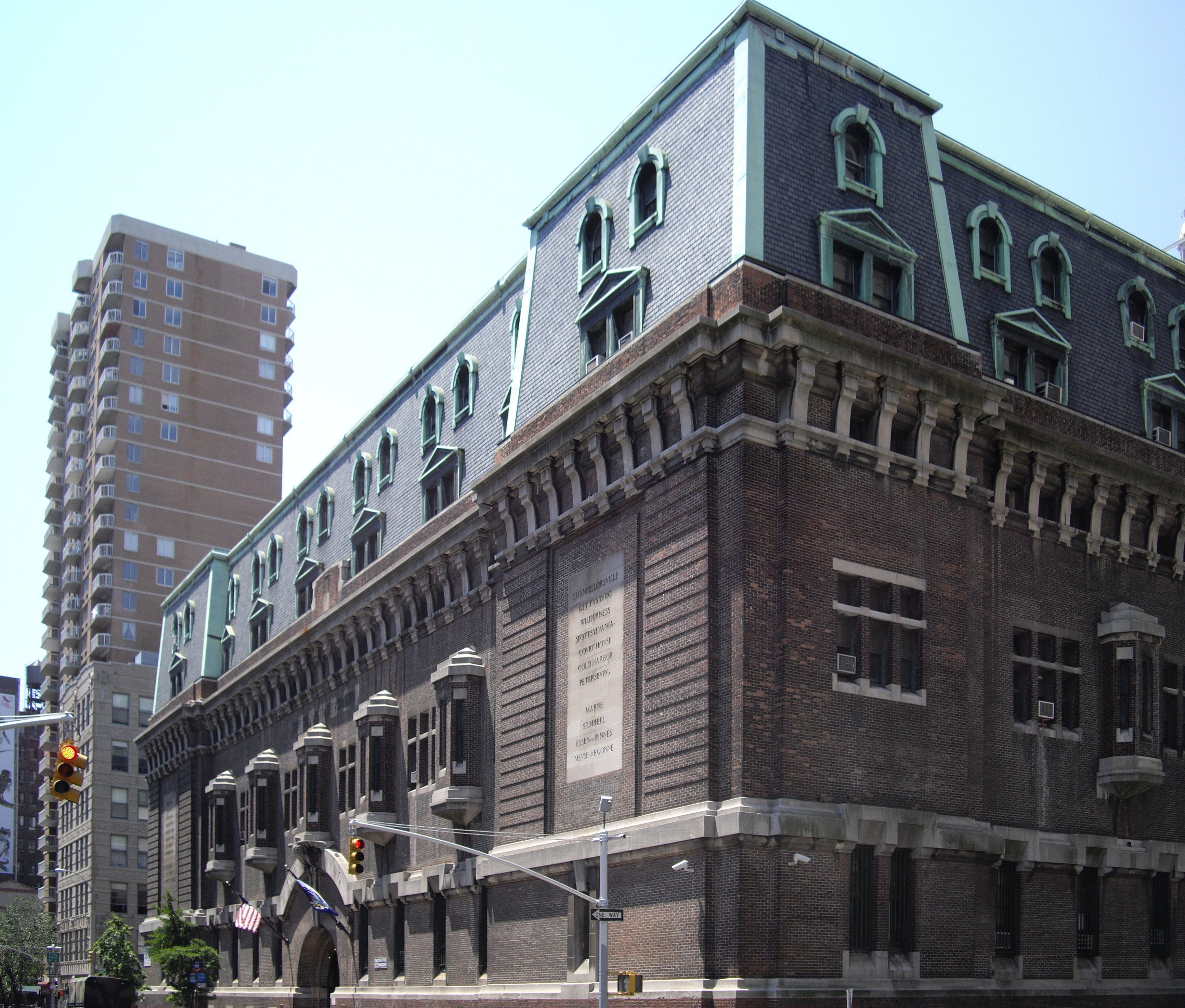
Armory Building
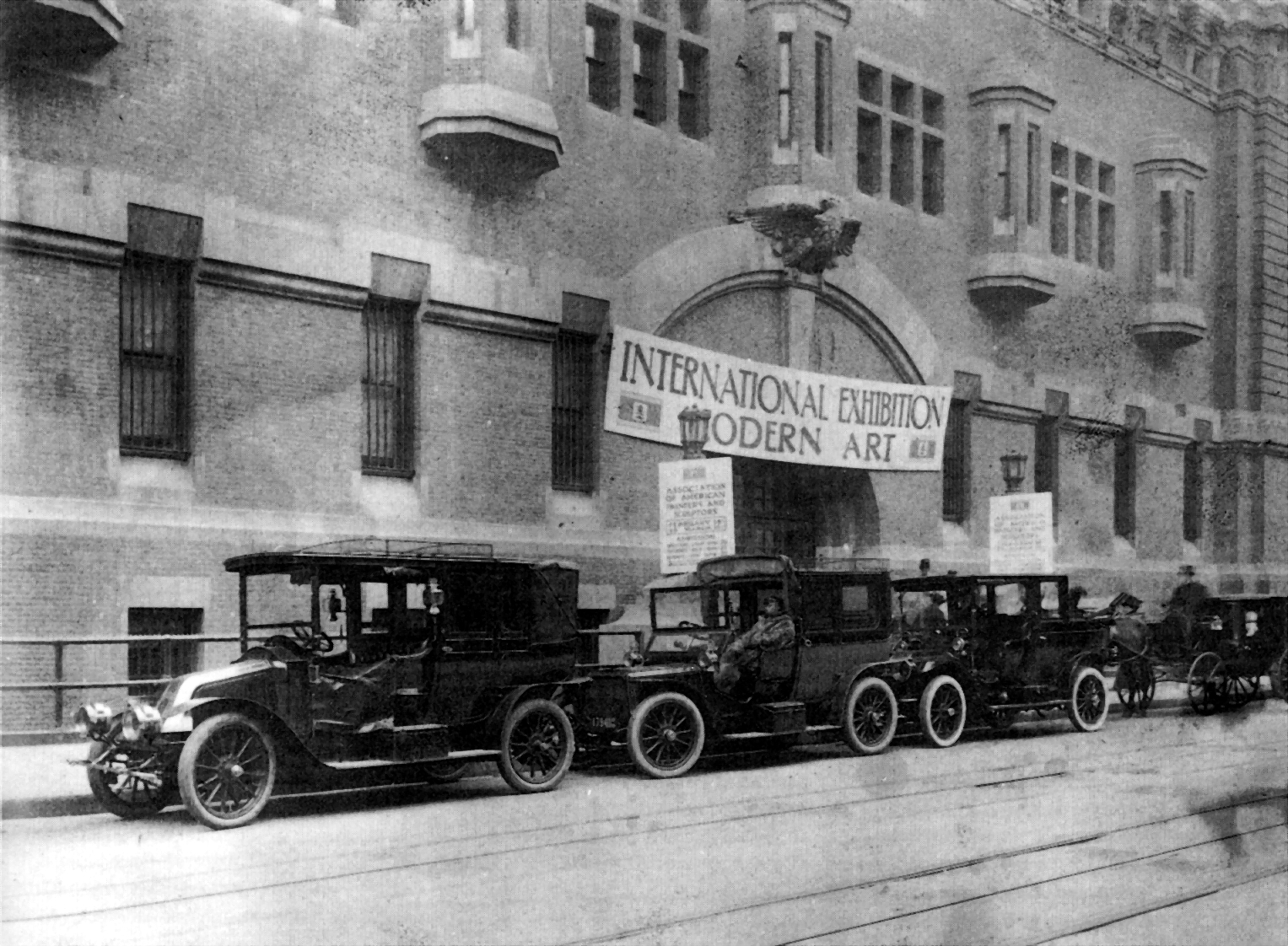
Ingången till utställningen
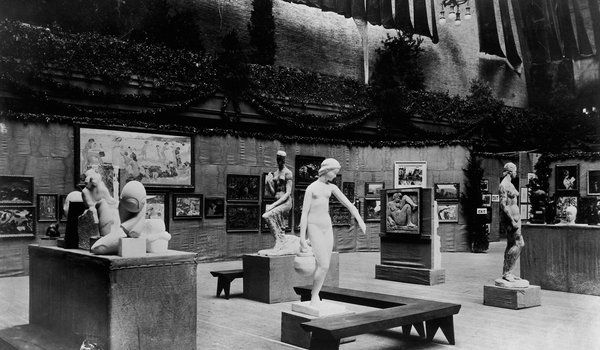
Interiör
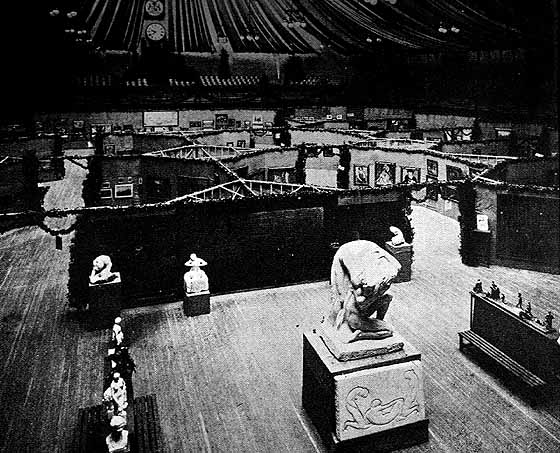
Interiör
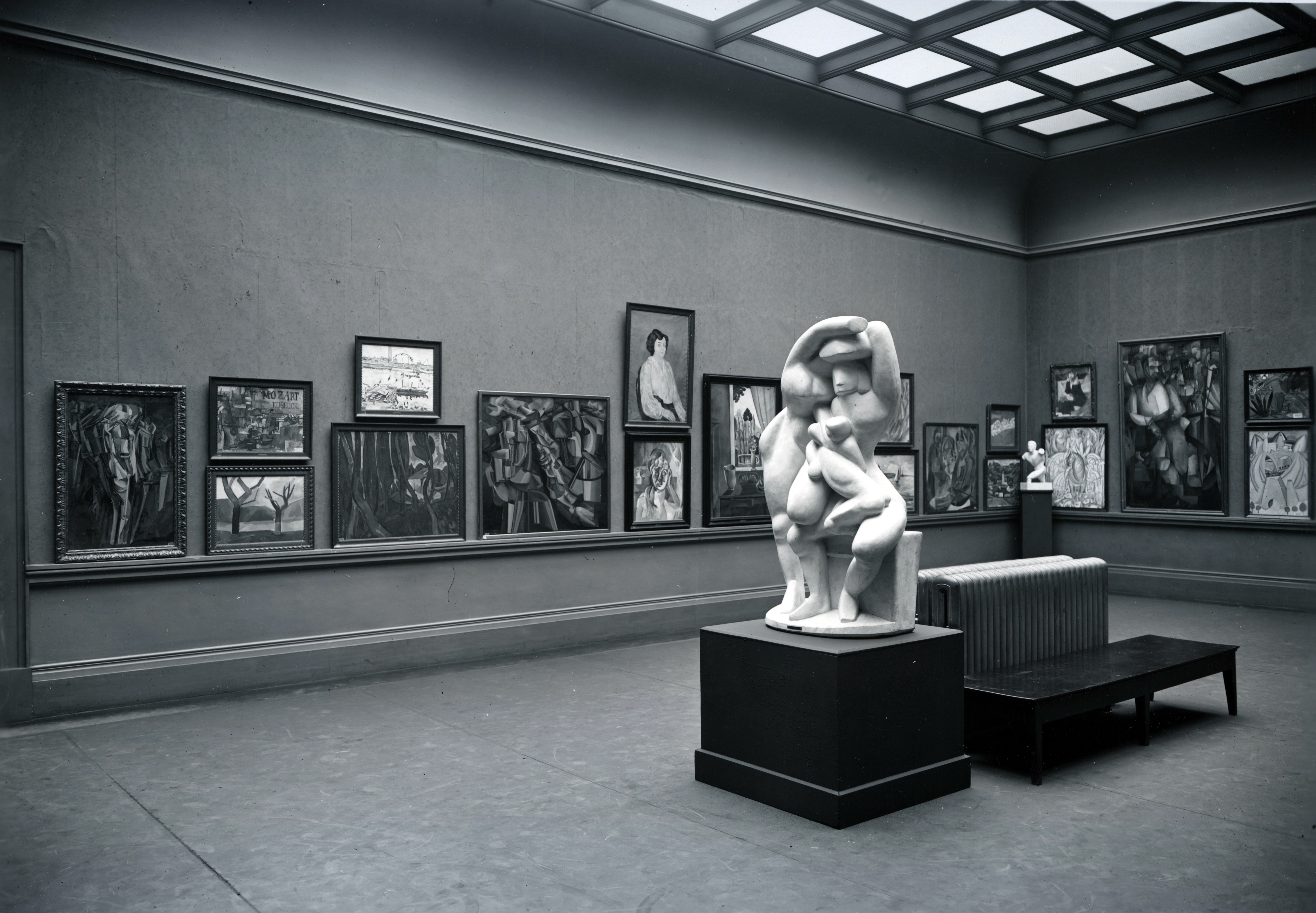
"Kubistrummet" (Chicago). Gipsskulpturen är Alexander Archipenkos La vie familiale / Family Life (1912).

## Bilder från utställningen

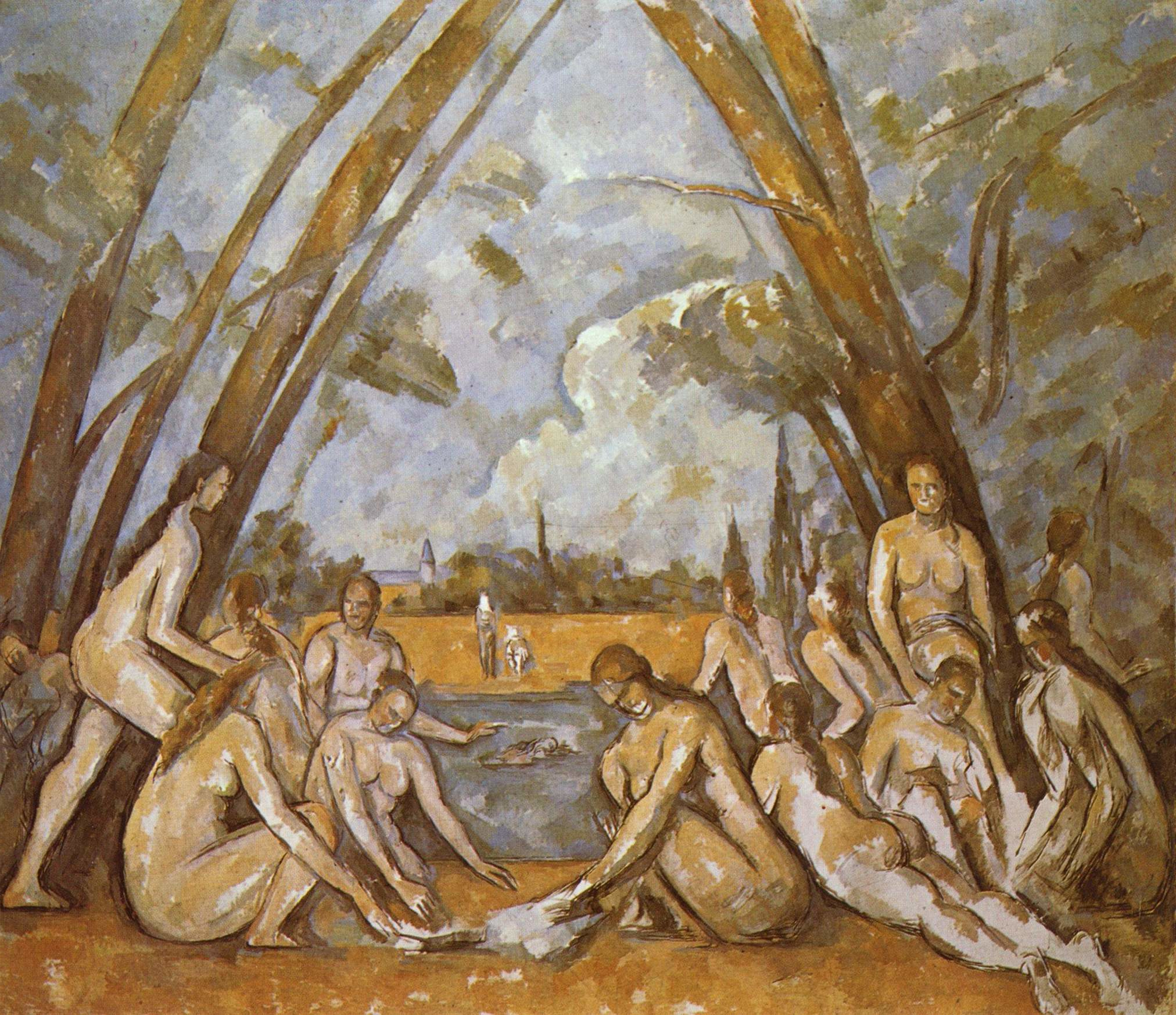
Paul Cézanne: De stora baderskorna, 1898–1905
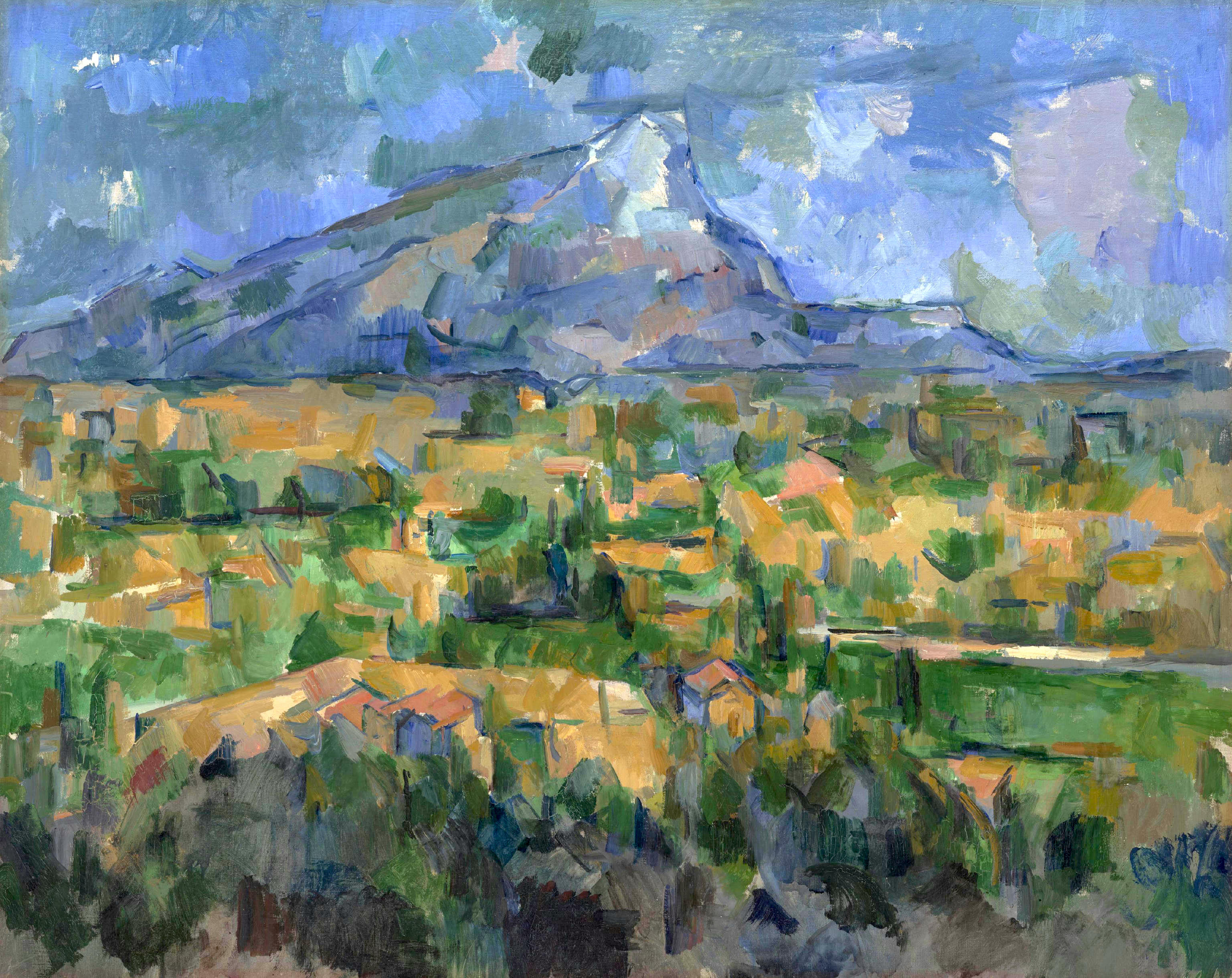
Paul Cézanne: Montagne Sainte-Victoire, 1904–1906
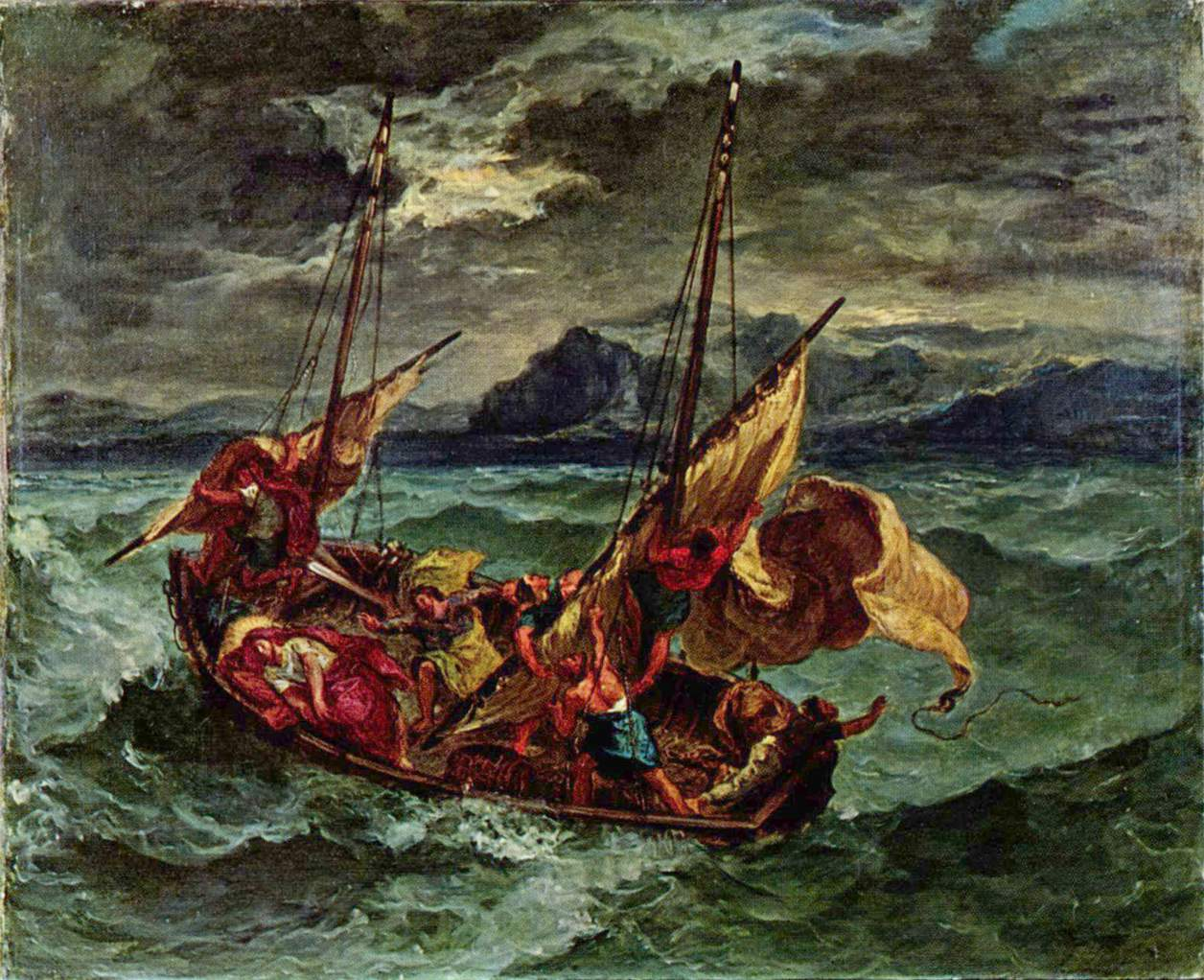
Eugène Delacroix: Jésus sur le lac de Génézareth, 1853
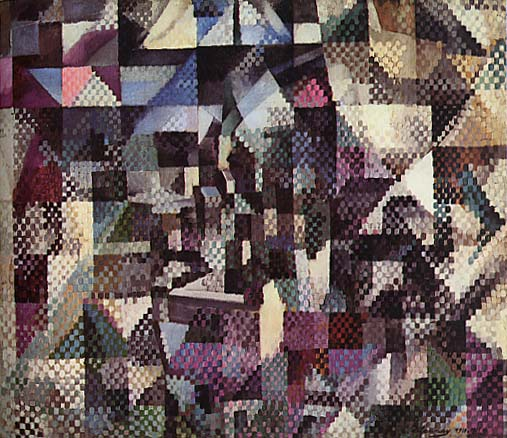
Robert Delaunay: Les Fenêtres sur la ville, 1912
Édouard Manet: Combat de taureau, 1866
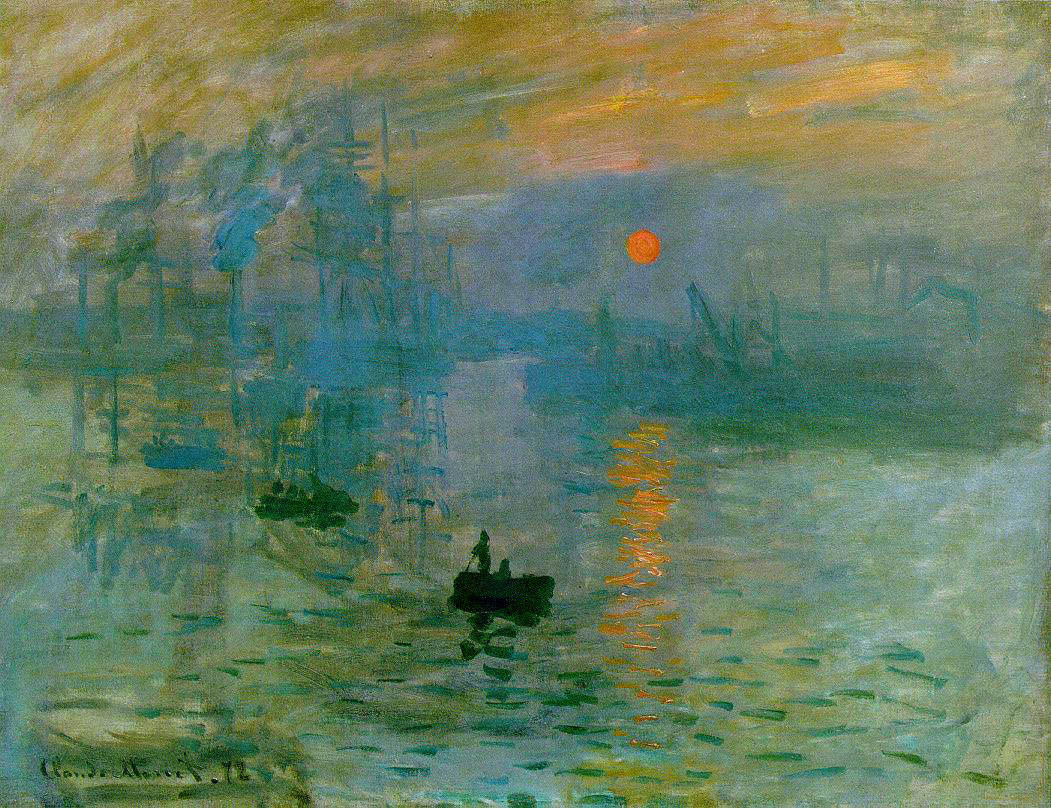
Claude Monet: Impression. Soluppgång, 1872
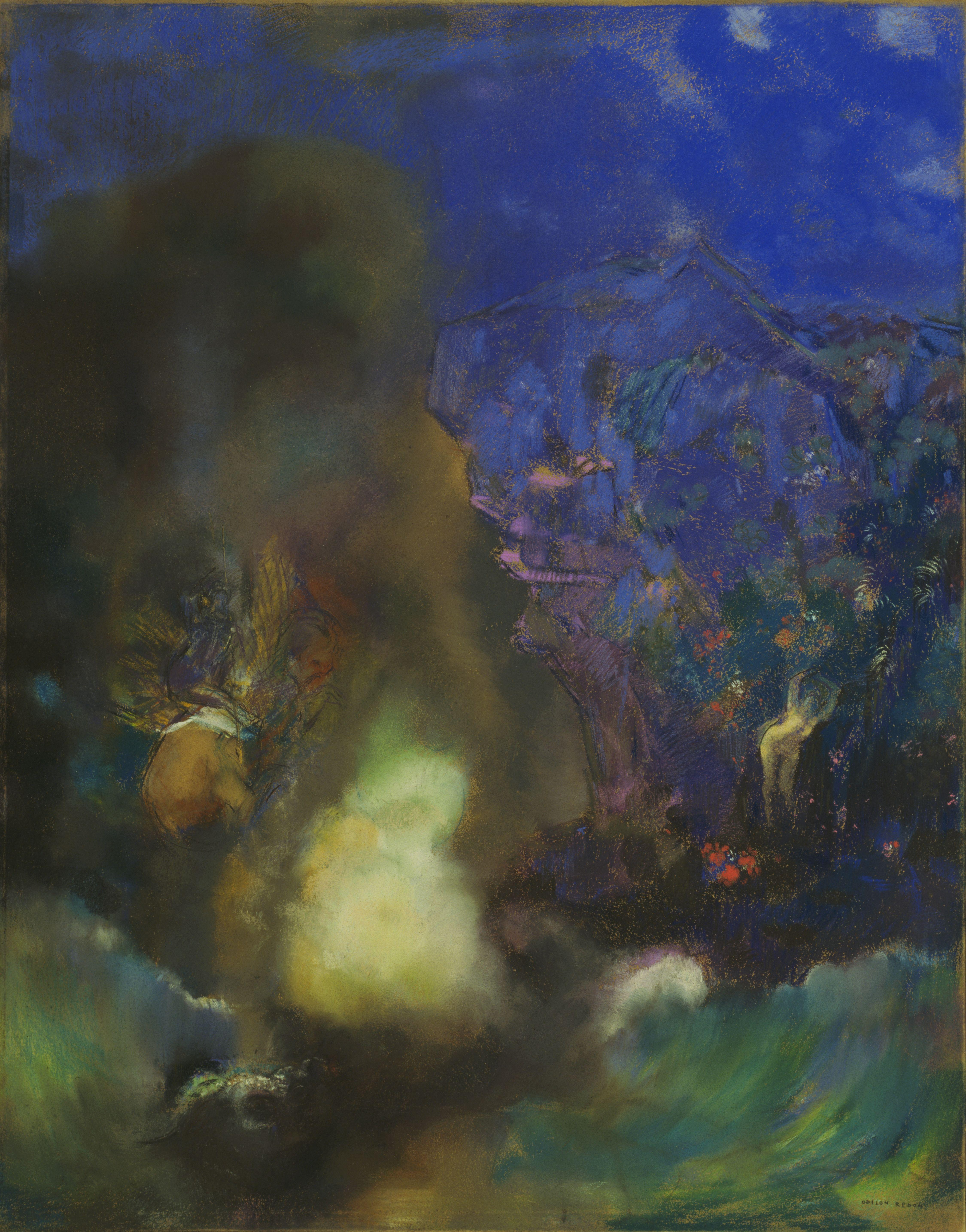
Odilon Redon: Roger et Angélique, 1910
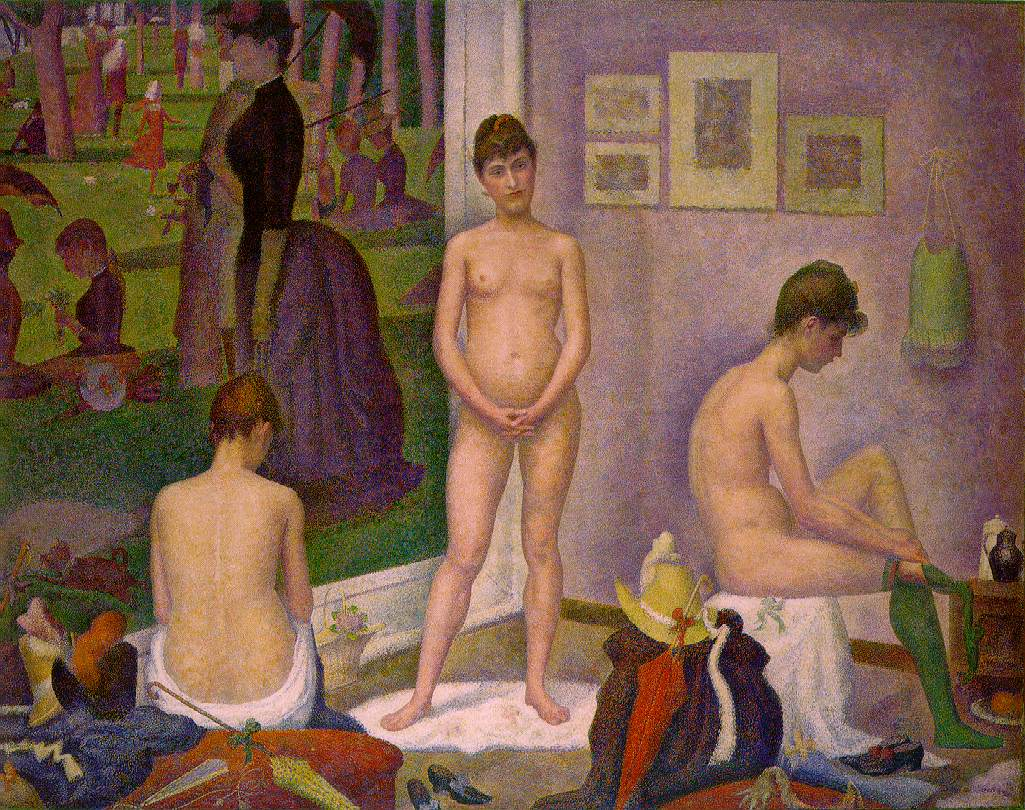
Georges Seurat: Modeller, 1888
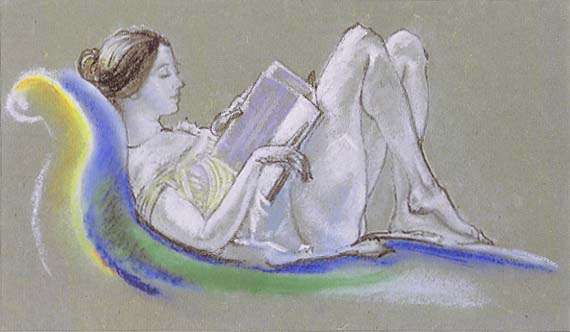
Arthur B. Davies: Reclining Woman, 1911, Zeichnung, Pastell auf grauem Papier
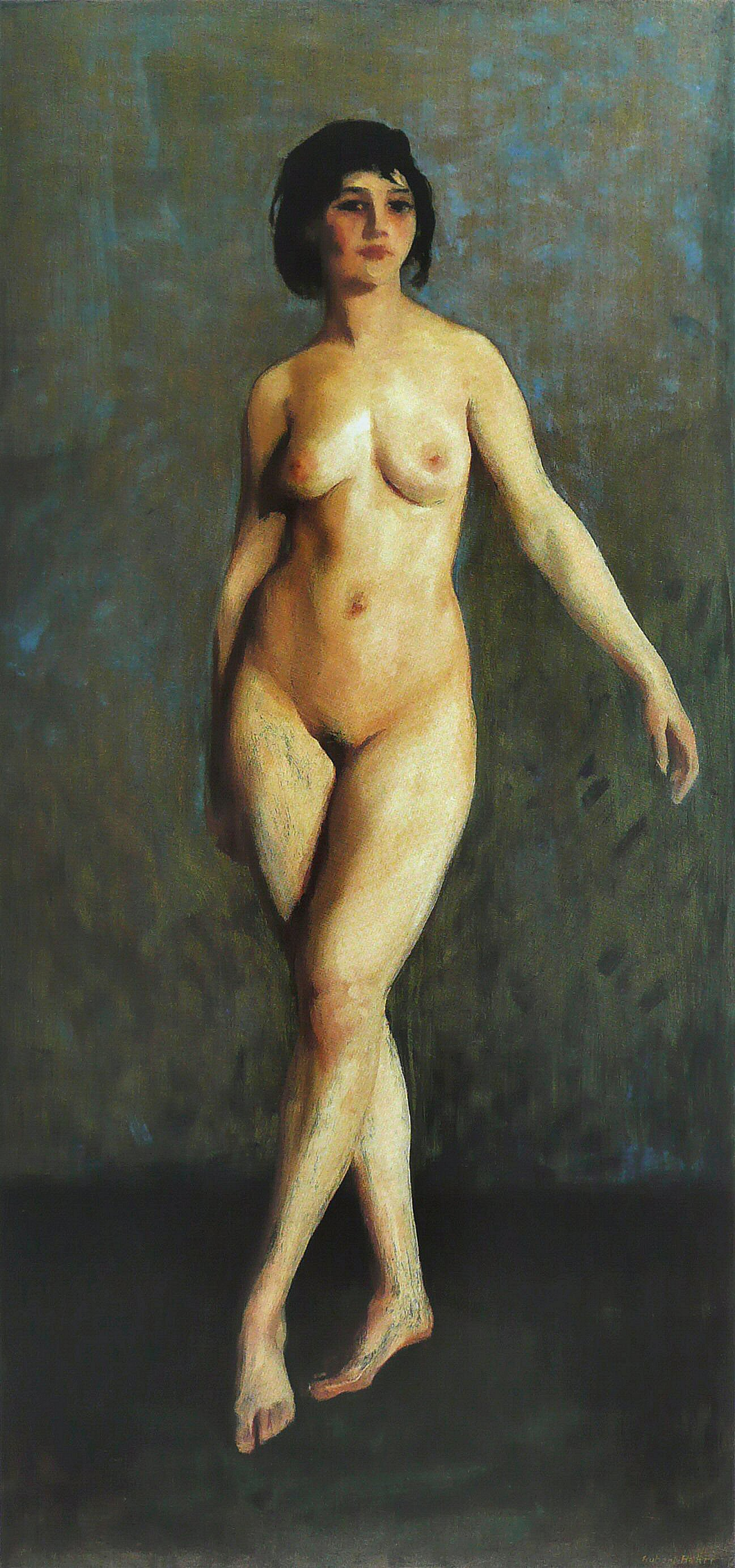
Robert Henri: Figure in Motion, 1913
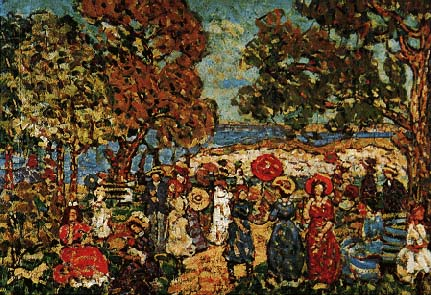
Maurice Prendergast: Landscape With Figures, 1913
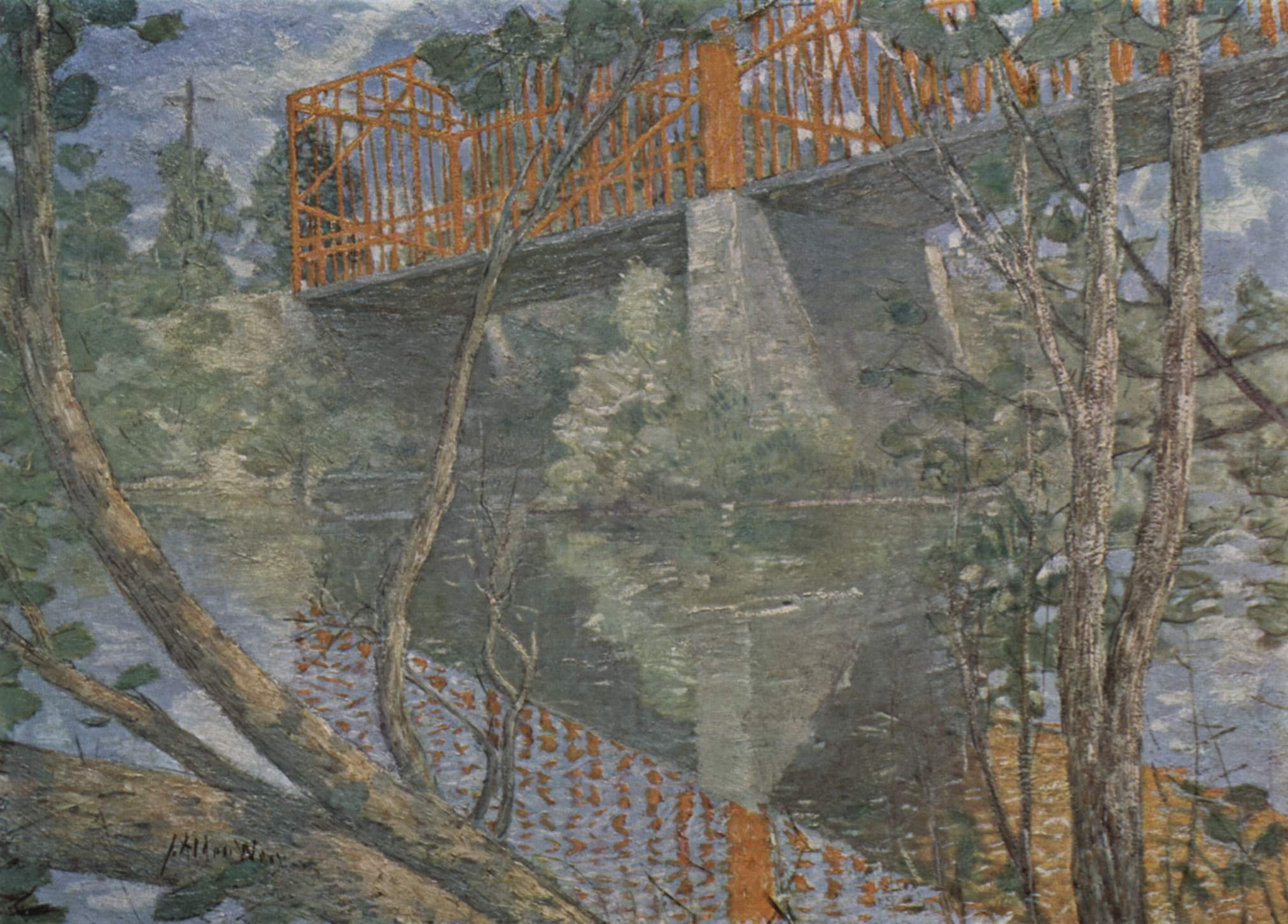
Julian Alden Weir: The Red Bridge, 1895
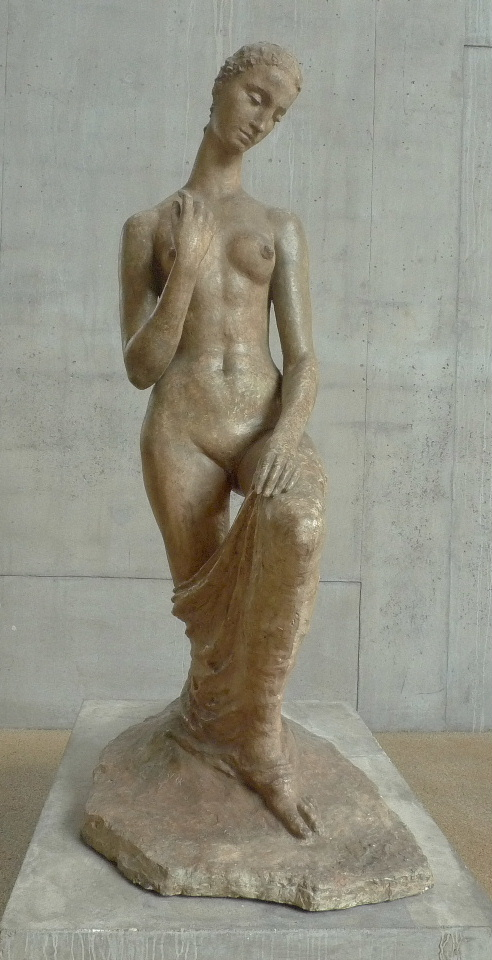
Wilhelm Lehmbruck: Knäböjande, 1911 (tillhör idag Museum of Modern Art)
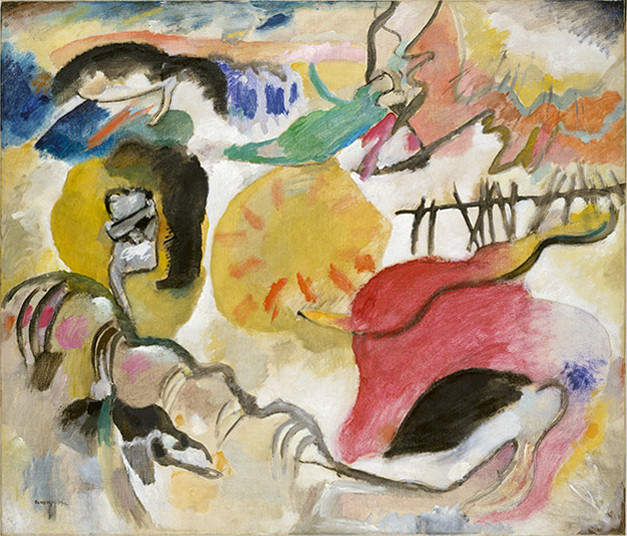
Vasilij Kandinskij: Improvisation 27, Garden of Love II, 1912